# مايكل هيكسون
مايكل هيكسون (بالإنجليزية: Michael Hixon) هو غطاس أمريكي، ولد في 16 يوليو 1994 في أمهيرست في الولايات المتحدة.

## وصلات خارجية
- مايكل هيكسون على موقع الاتحاد الدولي للسباحة (الإنجليزية)
- مايكل هيكسون على موقع قاعدة بيانات الغوص IAT (الألمانية)
- مايكل هيكسون على موقع اللجنة الأولمبية الدولية (الإنجليزية)
- مايكل هيكسون على موقع أوليمبيديا (الإنجليزية)
- مايكل هيكسون على موقع اللجنة الأولمبية والبارالمبية الأمريكية (الإنجليزية)